# Sascha Fröhlich
Sascha Fröhlich (* 8. März 1979 in Neuruppin) ist ein deutscher Fernsehmoderator und freier Redakteur.

## Leben
Sascha Fröhlich wuchs in der Ostprignitz (Brandenburg) auf. Nach einem Studium des Journalismus wurde er 2001 Volontär in der rbb-Fernsehredaktion des Nachrichtenmagazins Brandenburg aktuell. Später dann wurde er Mitarbeiter des Außenstudios in Perleberg/Prignitz. Für das Magazin zibb – Zuhause in Berlin und Brandenburg und das Nachrichten Magazin "Brandenburg Aktuell" ist Fröhlich auch als Reporter bei Events auf dem Bildschirm. Von 2002 bis 2003 moderierte Sascha Fröhlich das rbb Wissenschaftsmagazin - Einstein.
Im rbb-Fernsehen präsentiert Fröhlich seit 2006 sonntags im Wechsel (u. a. mit Christian Matthée) das rbb-Magazin Theodor. Hier zeigt er Menschen, Geschichten und Kultur aus dem Land Brandenburg.
Seit 2011 moderiert er die Sendung Sachsen-Anhalt heute im MDR-Fernsehen.
Er arbeitet als freier Redakteur und lebt in Potsdam.